# Truchtersheim
Truchtersheim là một xã thuộc tỉnh Bas-Rhin trong vùng Grand Est đông bắc Pháp.
On ngày 15 tháng 7 năm 1974, Behlenheim was merged with Truchtersheim.